# Joan Pedragosa Domenech
Joan Pedragosa Domenech (Badalona, 1930 - Barcelona, 2005) diseñador gráfico y escultor español. Estudió dibujo y estética industrial. Colaboró en diversas agencias de publicidad de Barcelona. Trabajó en el Conseil de Publicité Ralph M. Chavannes, en Lausana (1960-62). Miembro fundador de Gafistas Agrupación FAD. En el 1962 se instala definitivamente en Barcelona, con estudio propio. Profesor de grafismo en la Escuela Massana (1965) y de métodos de realización y de conocimiento del volumen en la Escuela Elisava (1968). Su trabajo manifiesta una clara influencia racionalista, casi matemática, enriquecida por dibujos y texturas de fantasiosa concepción.
Fruto de una constante evolución, inició su obra escultórica en el 1985 con volúmenes constructivistas realizados en materiales ligeros como el PVC o el cartón, consiguiendo su personal "geometría opcional", que consistía en esculturas de viaje, móviles y prototipos nombrados "Rotarys". Posteriormente, derivó a esculturas más sólidas y voluminosas de acero, bronce y aluminio marino. Realizó diversas exposiciones en el principado de Asturias, entre las cuales destacan la del "Centro Cultural Cajastur" y la del Palacio de Revillagigedo; en Cataluña mostró su obra en la "Fundación Caixa Terrassa", además de la antológica póstuma en el Museo de Badalona, y obtuvo un excelente reconocimiento social. Una de sus esculturas, "Vertex Plurimus", preside la nueva sede del Ayuntamiento de su ciudad.
El fondo personal de Joan Pedragosa, incluidos los originales de buena parte de sus diseños, se conservan en la Biblioteca de Cataluña [1], que le dedicó una monografía con el texto de Daniel Giralt-Miracle (2010).